# Tinamoes
Een tinamoe of stuithoen (orde Tinamiformes; familie Tinamidae) is een van de oudste vogelsoorten. De Tinamoe behoort tot de Zuid-Amerikaanse vogelfamilie tinamoes, die 46 soorten kent, onderverdeeld in 9 geslachten.

## Indeling
Tinamoes zijn niet verwant aan de hoendervogels van de Galliformes, maar aan de loopvogels van de Struthioniformes, Rheiformes, Apterygiformes en Casuariiformes. Er zijn fossiele resten gevonden van 10 miljoen jaar oud.
Het uitgebreide DNA-onderzoek van 2008 (Hackett) plaatst de tinamoes zelfs samen met alle loopvogels binnen een enkele groep Struthioniformes als een zustergroep van ofwel de kiwi en de kasuarissen ofwel van de uitgestorven moa's. Hoe in dat verband het vliegvermogen van de tinamoes te verklaren is tegen de achtergrond van het onvermogen van de andere struisvogelachtigen is niet goed duidelijk. Mogelijk hebben ze in strijd met de zogenaamde wet van Dollo het vliegvermogen herkregen. De andere mogelijkheid is dat de andere loopvogels ieder apart het vliegvermogen zijn kwijtgeraakt.

## Leefwijze
Stuithoenders eten voornamelijk vruchten, bessen en insecten.
Hoewel sommige soorten vrij algemeen zijn, zijn zij zeer schuw en worden ze slechts zelden waargenomen. Een klein aantal soorten leeft in meer open, grazig land, maar zelfs daar zijn ze moeilijk te zien. Ze komen vooral voor in de Zuid-Amerikaanse laaglanden en geven de voorkeur aan donkere plekken zoals dichtbegroeide bossen.
Stuithoenders leggen aantrekkelijk gekleurde eieren met een porseleinglans. 
Er is sprake van polygynandrie. Tijdens het broedseizoen verdedigt het mannetje een territorium met een nest. Een aantal vrouwtjes, opeenvolgend, bezoekt het territorium voor korte tijd en legt eieren in het nest. Het vrouwje trekt door verschillende territoria en paart met verschillende mannetjes.  Zoals bij bijna alle Palaeognathae (de struisvogel en een kiwi zijn de uitzonderingen) broedt alleen het mannetje, en voedt de kuikens alleen op. Kuikens kunnen vrijwel direct lopen en zijn na enkele weken vrijwel zelfstandig.
- De grote tinamoe (Tinamus major) is een bewoner van dichtbegroeide laaglandregenwouden. Het vlees van deze soort wordt hogelijk gewaardeerd en daarom is de grote tinamoe vroeger gretig bejaagd. Tegenwoordig is het dier beschermd.
- De kleine tinamoe (Crypturellus soui) leeft in bosranden en secundaire wouden. Het is een algemeen voorkomende soort, maar door zijn schuwheid en geringe afmetingen wordt deze tinamoe gemakkelijk over het hoofd gezien.
- De solitaire struiktinamoe (Crypturellus cinnamomeus) van de drogere gebieden voedt zich met kleine insecten, bessen en planten die hij op de bosbodem vindt. Hoewel deze soort een redelijke vlieger is, blijft de struiktinamoe bij gevaar het liefst bewegingsloos verborgen op de bosbodem. Struiktinamoes zijn ook algemeen in gebieden waar de mens de natuurlijke vegetatie heeft verstoord.

## Taxonomie
De familie Tinamoes wordt onderverdeeld in twee onderfamilies:
- Familie: Tinamidae (Tinamoes of stuithoenders) (46 soorten)
  - Onderfamilie: Nothurinae (steppe-tinamoes) (17 soorten)
    - Geslacht: Eudromia (2 soorten)

    - Geslacht: Nothoprocta (6 soorten)

    - Geslacht: Nothura (4 soorten)

    - Geslacht: Rhynchotus (2 soorten)

    - Geslacht: Taoniscus (1 soort:Dwergtinamoe)

    -  Geslacht: Tinamotis (2 soorten)

  -  Onderfamilie: Tinaminae (bos-tinamoes) (29 soorten)
    - Geslacht: Crypturellus (21 soorten)

    - Geslacht: Nothocercus (3 soorten)

    -  Geslacht: Tinamus (5 soorten)

## Cladogram
Het volgende cladogram is gebaseerd op een onderzoek uit 2016. De positie van de Dwergtinamoe, de enige soort in het geslacht Taoniscus, is nog onduidelijk.
|  | Tinamotis |
|  |           |
|  | Eudromia  |
|  |           |

|  | Nothura/Taoniscus                                          |
|  |                                                            |
|  | \| \| Rhynchotus \| \| \| \| \| \| Nothoprocta \| \| \| \| |
|  |                                                            |
|  | Rhynchotus                                                 |
|  |                                                            |
|  | Nothoprocta                                                |
|  |                                                            |

|  | Rhynchotus  |
|  |             |
|  | Nothoprocta |
|  |             |

|  | Tinamotis |
|  |           |
|  | Eudromia  |
|  |           |

|  | Nothura/Taoniscus                                          |
|  |                                                            |
|  | \| \| Rhynchotus \| \| \| \| \| \| Nothoprocta \| \| \| \| |
|  |                                                            |
|  | Rhynchotus                                                 |
|  |                                                            |
|  | Nothoprocta                                                |
|  |                                                            |

|  | Rhynchotus  |
|  |             |
|  | Nothoprocta |
|  |             |

|  | Nothocercus                                              |
|  |                                                          |
|  | \| \| Tinamus \| \| \| \| \| \| Crypturellus \| \| \| \| |
|  |                                                          |
|  | Tinamus                                                  |
|  |                                                          |
|  | Crypturellus                                             |
|  |                                                          |

|  | Tinamus      |
|  |              |
|  | Crypturellus |
|  |              |

|  | Tinamotis |
|  |           |
|  | Eudromia  |
|  |           |

|  | Nothura/Taoniscus                                          |
|  |                                                            |
|  | \| \| Rhynchotus \| \| \| \| \| \| Nothoprocta \| \| \| \| |
|  |                                                            |
|  | Rhynchotus                                                 |
|  |                                                            |
|  | Nothoprocta                                                |
|  |                                                            |

|  | Rhynchotus  |
|  |             |
|  | Nothoprocta |
|  |             |

|  | Tinamotis |
|  |           |
|  | Eudromia  |
|  |           |

|  | Nothura/Taoniscus                                          |
|  |                                                            |
|  | \| \| Rhynchotus \| \| \| \| \| \| Nothoprocta \| \| \| \| |
|  |                                                            |
|  | Rhynchotus                                                 |
|  |                                                            |
|  | Nothoprocta                                                |
|  |                                                            |

|  | Rhynchotus  |
|  |             |
|  | Nothoprocta |
|  |             |

|  | Nothocercus                                              |
|  |                                                          |
|  | \| \| Tinamus \| \| \| \| \| \| Crypturellus \| \| \| \| |
|  |                                                          |
|  | Tinamus                                                  |
|  |                                                          |
|  | Crypturellus                                             |
|  |                                                          |

|  | Tinamus      |
|  |              |
|  | Crypturellus |
|  |              |

## Trivia
De natuurwetenschapper Charles Darwin vond en bewaarde een ei van een tinamoe. Het ei werd beschreven door Alfred Newton, een vriend van de familie van Darwin.
Accipitriformes (roofvogels en gieren, exclusief valken) · Aegotheliformes (dwergnachtzwaluwen) · Anseriformes (eendachtigen) · Apodiformes (gierzwaluwen en kolibries) · Apterygiformes (kiwi's) · Bucerotiformes (neushoornvogels) · Caprimulgiformes (nachtzwaluwen) · Cariamiformes (seriema's) · Casuariiformes (kasuarissen en emoe) · Charadriiformes (steltloperachtigen) · Ciconiiformes (ooievaarachtigen) · Coliiformes (muisvogels) · Columbiformes (duiven) · Coraciiformes (scharrelaars) · Cuculiformes (koekoekachtigen) · Eurypygiformes (kagoe en zonneral) · Falconiformes (valken en caracara’s) · Galliformes (hoenderachtigen) · Gaviiformes (duikers) · Gruiformes (kraanvogelachtigen) · Leptosomiformes (koerol) · Mesitornithiformes (steltrallen) · Musophagiformes (toerako's) · Nyctibiiformes (reuzennachtzwaluwen) · Opisthocomiformes (hoatzin) · Otidiformes (trappen) · Passeriformes (zangvogels) · Pelecaniformes (pelikanen, reigerachtigen, ibissen en lepelaars) · Phaethontiformes (keerkringvogels) · Phoenicopteriformes (flamingo's) · Piciformes (spechtachtigen) · Podargiformes (kikkerbekken) · Podicipediformes (futen) · Procellariiformes (buissnaveligen) · Psittaciformes (papegaaiachtigen) · Pterocliformes (zandhoenders) · Rheiformes (nandoes) · Sphenisciformes (pinguïns) · Steatornithiformes (vetvogel) · Strigiformes (uilen) · Struthioniformes (loopvogels o.a. struisvogel) · Suliformes (slangenhalsvogels, fregatvogels, aalscholvers en janvangenten) · Tinamiformes (stuithoenders) · Trogoniformes (trogons)

 Portaal Vogels · Indeling van de vogels